# Alchemilla hypercycla
Alchemilla hypercycla är en rosväxtart som beskrevs av S. Fröhner. Alchemilla hypercycla ingår i släktet daggkåpor, och familjen rosväxter. Inga underarter finns listade i Catalogue of Life.